# Angel Coulby
Angel Coulby (ur. 30 sierpnia 1980 w Londynie) – angielska aktorka.  Najbardziej znana z roli Ginewry w serialu BBC Przygody Merlina.

## Życie prywatne
Aktorka spotyka się z Bradley James.

## Filmografia
- 2005: Obłęd jako Intern
- 2005: Gry weselne jako Anna
- 2008–2012: Przygody Merlina jako  Ginewra
- 2013: Dancing on the Edge jako Jessie
- 2013: The Tunnel jako Laura Roebuck